# جوزف ام. توکی
جوزف ام. توکی، (به انگلیسی: Joseph M. Tucci) (زاده ۱۹۴۸) کارآفرین، بازرگان و مدیر ارشد اجرایی آمریکایی است، که در حال حاضر به‌عنوان مدیر عامل اجرایی شرکت ای‌ام‌سی فعالیت می‌کند.